# یواس‌اس الکیبا (ای‌کی‌ای-۶)
یواس‌اس الکیبا (ای‌کی‌ای-۶) (به انگلیسی: USS Alchiba (AKA-6)) یک کشتی بود که طول آن ۴۵۹ فوت ۲ اینچ (۱۳۹٫۹۵ متر) بود. این کشتی در سال ۱۹۳۹ ساخته شد.